# Alexei Wladimirowitsch Wolkow
Alexei Wladimirowitsch Wolkow (russisch Алексей Владимирович Волков; * 15. März 1980 in Swerdlowsk, Russische SFSR) ist ein ehemaliger russischer Eishockeytorwart, der seit Juni 2015 dem Management von Awtomobilist Jekaterinburg angehört.

## Karriere
Alexei Wolkow begann seine Karriere bei Dinamo-Energija Jekaterinburg, ehe er 1997 zu Krylja Sowetow Moskau wechselte, wo er für eine Spielzeit blieb. Beim NHL Entry Draft 1998 hatten ihn die Los Angeles Kings in der dritten Runde an 76. Stelle ausgewählt, für die er aber nie zum Einsatz kam. 1998 bis 2000 spielte Wolkow bei den Halifax Mooseheads, die ihn beim CHL Import Draft 1998 in der ersten Runde als insgesamt 15. Spieler gezogen hatten, in der Top-Juniorenliga Ligue de hockey junior majeur du Québec. Dabei wurde er 1999 mit der besten Fangquote der Liga in das All-Rookie-Team gewählt und mit der Trophée Raymond Lagacé ausgezeichnet. Anschließend war er ein Jahr in unterklassigen Erwachsenenligen aktiv. Zur Spielzeit 2001/02 kehrte er nach Russland zu Salawat Julajew Ufa zurück. Es folgten drei Saisons beim HK Dynamo Moskau, die Spielzeit 2005/06 beim HK MWD Twer und drei Saisons bei Witjas Tschechow. Zur Saison 2009/10 kehrte er zum HK MWD zurück, der in der Zwischenzeit nach Balaschicha umgesiedelt worden war, und der ebenso wie sein vorheriger Klub Witjas Tschechow 2008 in die neu gegründete Kontinentale Hockey-Liga aufgenommen wurde.
Zur Saison 2010/11 wurde der HK MWD Balaschicha mit dem HK Dynamo Moskau fusioniert und Wolkow erhielt einen Vertrag bei deren Nachfolgeverein OHK Dynamo, für den er bis Januar 2013 spielte. Anschließend wechselte er bis zum Saisonende zu Atlant Mytischtschi, ehe er erneut von Salawat Julajew Ufa verpflichtet wurde. Für Salawat absolvierte er in der Saison 2013/14 20 Spiele in der KHL, ehe er im Mai 2014 vom neu gegründeten KHL-Teilnehmer HK Sotschi verpflichtet wurde. Bei diesem kam er jedoch zu keinem Einsatz in der KHL, ehe er im Dezember 2014 entlassen wurde.
In der Saison 2014/15 absolvierte er lediglich ein Spiel für den HK Kuban Krasnodar, ehe er seine Karriere beendete und in das Management von Awtomobilist Jekaterinburg aufgenommen wurde. Nach zwei Jahren als Headscout beim HK ZSKA Moskau war Wolkow ab April 2020 General Manager des HK Awangard Omsk. Im Februar 2023 wechselte er in gleicher Funktion zum HK Traktor Tscheljabinsk.

### International
Für Russland nahm Wolkow an der U18-Junioren-Europameisterschaft 1998, der U20-Junioren-Weltmeisterschaft 1999 und der U20-Junioren-Weltmeisterschaft 2000 teil.

## Erfolge und Auszeichnungen
- 1999 Besten Fangquote und  All-Rookie-Team der Ligue de hockey junior majeur du Québec sowie Trophée Raymond Lagacé
- 2012 Gagarin-Cup-Gewinn mit dem OHK Dynamo

### International
- 1998 Bronzemedaille bei der U18-Junioren-Europameisterschaft 1998
- 1999 Goldmedaille bei der U20-Junioren-Weltmeisterschaft
- 2000 Silbermedaille bei der U20-Junioren-Weltmeisterschaft